# Шкура (фильм)
«Шку́ра» — советский художественный фильм-комедия. Последний фильм Кинокомпании Мосфильм, сделанный в СССР.

## Сюжет
Ироничная, почти гротескная история о том, насколько находчивы русские люди. В московском зоопарке неожиданно умирает самец гориллы. Осложнение в том, что он был заокеанским подарком и даритель, миссис Паркинс, как раз приезжает и собирается навестить своё животное. Однако выход находится — ведь от усопшей гориллы осталась шкура, да и актёрскими талантами земля российская богата. А тут ещё налицо такое явное сходство уборщика Храпункова с гориллой…

## В ролях
- Станислав Любшин — Фёдор Дмитриевич Куропатов
- Виктор Проскурин — Храпунков / горилла по кличке Ричард
- Кирилл Лавров — Павел Петрович Бахмуцкий, директор зоопарка
- Вячеслав Невинный — Шишкин
- Михаил Светин — Шульман
- Елена Дробышева — секретарь директора зоопарка
- Наталья Данилова — Маша Храпункова
- Наталья Фатеева — Клава, жена Куропатова
- Алексей Селивёрстов — Сусекин
- Елена Фадеева — миссис Паркинс
- Екатерина Суржикова — Линда
- Ольга Бабич — переводчица миссис Паркинс
- Владимир Пинчевский — телеведущий
- Юрий Томошевский — тележурналист
- Вадим Кириленко — фотокорреспондент
- Наталья Харахорина — водитель трамвая
- Фёдор Валиков — старичок
- Сергей Клановский — член экспертной комиссии

## Съёмочная группа
- Авторы сценария:
  - Владимир Зайкин
  - Борис Гиллер
- Режиссёр: Владимир Мартынов
- Оператор: Владимир Нахабцев
- Художники:
  - Сергей Онипенко
  - Владислав Фёдоров
- Композитор: Андрей Петров
- Монтаж: Татьяна Морозова
- Комбинированные съёмки:
  - Оператор — Григорий Зайцев
  - Художник — Александр Захаров
- Продюсер : Владимир Коваленко

## Критика
Киновед Александр Фёдоров оценил в рецензии оригинальность замысла картины, не столько смешной, сколько язвительной до сарказма, особенно выделив роль дворника в исполнении Станислава Любшина. Критик, однако, заметил, что интересна эта комедия будет лишь неискушённому зрителю, не знакомому с западными образцами кинофильмов, рассчитанных на массового потребителя.